# Broek (Aa en Hunze)
Broek is de hoofdweg van het dorp Gieterveen, in de gemeente Aa en Hunze in de Nederlandse provincie Drenthe.
De weg loopt van de kruising van de Turfweg met de weg en buurtschap Streek naar de Herenweg Noord en de weg en buurtschap Bonnerveen. Hoewel het wel eens op duikt op een plaatsenlijst is het nooit een zelfstandige plaats geweest. De straat vormt ook het centrum van Gieterveen. Van oorsprong heet de straat Boeredijk. Het was feitelijke het noordelijke deel van deze dijk. Het zuidelijke deel heet nog altijd Boeredijk.
In de rand van de bewoning van het dorp voor de knik richting Streek staat de molen De Eendracht.